# 全唐詩
『全唐詩』（ぜんとうし）は、清・康熙帝の勅命により、彭定求らが編纂した、唐詩のすべてを収載した奉勅撰漢詩集。900巻、目録12巻、補遺6巻、詞12巻。

## 概略
1703年（康煕42年）の成立。唐代の詩すべてが網羅され、作者の数は2,900余人、作品数は4万8,900余首という。
明の胡震亨撰『唐音統籤』『唐音癸籤』を稿本に、内府蔵『全唐詩集』を加え、残碑・断碣・稗史・雑書から採録している。
江戸時代の日本に輸入されて大評判となったが、市河寛斎は『全唐詩』に漏れた唐詩を集めて『全唐詩逸』3巻（1804年（文化元年））を出版している。

## 構成
- 帝王后妃
- 楽章
- 楽府
- 臣下の詩
- 聯句
- 逸句
- 名媛
- 僧道
- 外国
- 仙神
- 鬼怪
- 諧謔
- 諸雑体（題語・判・歌・讖記・語・諺謎・謡・酒令・占辞・蒙求）